# كاستليتو مونفيراتو
كاستليتو مونفيراتو (بالإيطالية: Castelletto Monferrato)‏ هي بلدية في مقاطعة ألساندريا في إقليم بييمونتي في إيطاليا.

## السكان
في سنة 1861 بلغ عدد السكان 1٬673 نسمة، وتطور العدد ليصل في سنة 2011 لـ 1٬558 نسمة.
يظهر هذا المخطط البياني تطور النمو السكاني لـ كاستليتو مونفيراتو